# 파라믹소바이러스과
파라믹소바이러스과(Paramyxoviridae)는 음성, 단일가닥 RNA 바이러스의 과의 바이러스(virus)이다. 척추동물들이 자연 숙주이며, 식물 매개체는 알려진 바가 없다. 현재 4개의 아과가 있으며, 14개의 속, 72개의 종이 이에 포함된다. 이중 3개 종은 어떤 계통군에도 속하지 않는다. 파라믹소바이러스과에 속하는 바이러스에 의해 발생하는 질병으로는 홍역, 볼거리, 기도 감염증 등이 있다.

## 생활사
세포질에서 바이러스 복제가 일어난다. 바이러스가 숙주세포에 부착한 뒤 바이러스 침입이 일어나며, 다른 음성가닥 RNA와 마찬가지로 상보적 서열을 만들어냄으로써 복제가 일어난다. 음성가닥 RNA의 전사는 중합효소 더듬음(stuttering)을 통해 이루어진다. 번역은 느슨한 탐색법(leaky scanning), 리보솜 전환(Ribosome shunting), RNA 종결-재시작 방식을 통해 이루어진다. 출아를 통해 바이러스를 배출한다. 인간, 척추동물 및 조류들이 자연상태에서 숙주로 기능한다. 공기를 통해 전파된다.

## 구조
비리온은 외피로 둘러싸여 있으며, 구형이거나 다형태성을 지녀 섬유성 비리온이 나타나기도 한다. 직경은 150 nm 정도이다. 유전체는 선형이고 15 kb의 길이를 가진다. 융합 단백질과 부착 단백질이 비리온의 표면에 돌기의 형태로 나타난다. 외피 내에 기질 단백질이 존재하여 비리온의 구조를 안정화한다. 캡시드의 심부는 RNA 유전체, 캡시드 단백질, 인단백질, 중합 효소 단백질로 구성된다.

## 병원체
파라믹소바이러스는 다양한 질병을 일으킨다. 볼거리, 홍역 역시 이 바이러스에 속하며 2000년에만 73만 3천명이 이로 인해 사망했다. 어린이에서 기관지염과 바이러스성 폐렴을 일으키는 호흡기세포융합바이러스 역시 파라믹소바이러스의 일종이다.
사람 파라인플루엔자바이러스는 유아와 소아에게서 기도 질병을 일으키는 두 번째로 흔한 원인이다. 이 바이러스는 HPIV-1, HPIV-2, HPIV-3, HPIV-4의 네 종류로 나뉜다. HPIV-1과 2는 감기와 비슷한 증상을 일으키며, 크룹 역시 일으킬 수 있다. HPIV-3은 기관지염, 모세기관지염, 바이러스성 폐렴을 일으킨다. HPIV-4는 다른 종류들보다는 드문 경우지만 경미한 정도에서 심각한 정도의 기도 질병을 일으킨다.
파라믹소바이러스는 다른 동물종에서도 질병을 일으키는데, 개에게 개 홍역을, 기각류에게 바다표범 디스템퍼를, 돌고래와 쇠돌고래과에게 cetacean morbillivirus 감염증을, 조류에게 뉴캐슬병을, 소에게 우역을 일으키는 바이러스들이 모두 여기에 속한다. 헤니파바이러스처럼 일부 파라믹소바이러스는 사람과 동물 모두를 감염시켜 인수공통감염병을 일으키기도 한다.
헤니파바이러스속의 헨드라바이러스, 니파바이러스가 오스트레일리아와 남부 아시아에서 사람과 가축에게 질병을 일으키고 있다. 두 바이러스 모두 전염성이 강하고, 매우 치명적이며, 많은 포유류 종을 감염시켜 치명적인 질병을 일으킬 잠재력이 있다. 아직 상용화된 백신이나 특별한 항바이러스 치료제가 없어 두 바이러스는 생물 안전도 4등급으로 지정되어 있다. 양 바이러스의 유전체 구조는 전형적인 파라믹소바이러스와 동일하다.

## 유전적 다양성
지난 몇 십 년 동안, 파라믹소바이러스는 육지, 조류, 수생동물 등으로부터 발견되어 넓은 숙주범위와 엄청난 바이러스 유전적 다양성을 보여주었다. 분자생물학 기술이 발전하고 바이러스 감시 프로그램이 시행되면서 해당 집단들에게 바이러스가 발견되는 사례가 더 늘어나고 있다.

## 같이 보기
- 수의바이러스학
- 바이러스학